# Ziraat Bankası Ankara
Ziraat Bankası Ankara ist ein türkischer Volleyballverein aus Ankara. Die erste Männermannschaft spielt in der nationalen Efeler Ligi und vertritt die Türkei im Europapokal.

## Geschichte
Der Verein wurde 1981 von der staatlichen T.C. Ziraat Bankası mit Abteilungen für Basketball, Fußball, Tischtennis, Volleyball und Wrestling gegründet. Später konzentrierten sich die Aktivitäten auf Volleyball.
In der Saison 2009/10 wurde Ziraat Bankası Ankara türkischer Vizemeister.  Ein Jahr später kam die Mannschaft auf den dritten Rang der nationalen Liga. Die Saison 2011/12 verlief mit dem neunten Rang weniger erfolgreich. In den nächsten beiden Jahren musste sich Ziraat Bankası jeweils im Viertelfinale der Playoffs geschlagen geben. 2014/15 wurde das Team erneut Dritter und im folgenden Jahr Fünfter. Die Saison 2016/17 beendete es auf dem vierten Platz.
In der Saison 2016/17 erreichte Ziraat Bankası Ankara das Halbfinale des Challenge Cup und unterlag dort dem französischen Verein Chaumont Volley-Ball 52. In der Saison 2017/18 nimmt der Verein am CEV-Pokal teil. Dort setzte er sich zunächst gegen SCM Craiova aus Rumänien im Achtelfinale gegen den deutschen Bundesligisten SWD Powervolleys Düren durch. Viertelfinalgegner ist Lindemans Aalst aus Belgien.